# Hrvatski domobran (društvo)
Udruga ratnih veterana Hrvatski domobran hrvatska je udruga.

## Povijest
Udruga je osnovana 27. siječnja 1991. godine u Zagrebu s ciljem provođenja pravne i socijalne zaštite i ostvarivanja prava ranjenika i ratnih invalida Drugog svjetskog rata za pripadnike Hrvatske domovinske vojske i njihove nasljednike i potomke. Također skrbi oko pronalaženja, obilježavanja, dostojanstvenog održavanja i zaštite grobišta poginulih i pogubljenih pripadnika Hrvatske domovinske vojske i civilnih žrtava tijekom Drugog svjetskog rata, na križnome putu i na drugim mjestima, kao i pripadnika Hrvatskih oružanih snaga iz Domovinskog rata, te svih koji su tijekom povijesti svojim životima, djelovanjem ili mučeničkom smrću dali pozitivan doprinos hrvatskoj domovini.

## Ustroj
Udruga u četrdesetak ogranaka okuplja više tisuća članova i djeluje na području Republike Hrvatske i u iseljeništvu. Organizira kulturne, prosvjetne i druge priredbe, predavanja, izložbe i prigodne proslave. Izdaje časopis Hrvatski domobran. Zaslužnim pojedincima dodjeljuje odličja: spomen medalju "Hrvatskoj vjerni sinovi", spomen medalju "Hrvatski domoljub" i spomen znak "Bleiburg".
Predsjednik udruge od 2014. godine je Nikola Matičić.

## Vanjske poveznice
Mrežna mjesta
- U 103. godini umro Joso Aleksić, počasni predsjednik Udruge "Hrvatski domobran, www.index.hr
- Josip Leopold: Trebalo je i sreće da bi se preživjelo, www.samoborskiglasnik.net